# Пясечно (Семполенський повіт)
Пясечно (пол. Piaseczno, нім. Petznick) — село в Польщі, у гміні Семпульно-Краєнське Семполенського повіту Куявсько-Поморського воєводства.
Населення — 577 осіб (2011).
У 1975-1998 роках село належало до Бидгощського воєводства.

## Демографія
Демографічна структура станом на 31 березня 2011 року:
|          | Загалом | Допрацездатний вік | Працездатний вік | Постпрацездатний вік |
| -------- | ------- | ------------------ | ---------------- | -------------------- |
| Чоловіки | 288     | 57                 | 201              | 30                   |
| Жінки    | 289     | 66                 | 174              | 49                   |
| Разом    | 577     | 123                | 375              | 79                   |